# Лео Скурнік
Ле́о Ску́рнік (фін. Leo Skurnik; 28 березня 1907, Гельсингфорс, Велике князівство Фінляндське — 4 грудня 1976, Оулу, Фінляндія) — фінський лікар, учасник Радянсько--фінської війни (1939—1940) і Радянсько--фінської війни (1941—1944), який був нагороджений за свій військовий подвиг Залізним Хрестом Третього Рейху, але відмовився від нацистської нагороди як представник спільноти фінських євреїв.

## Біографія
Батьки: бізнесмен Бенціон Скурнік, Сара Скурнік. До 1939 року був одружений з Лемпою Ірен Лаукка, а з 1949 року — з Хелмою Анніккі Кайсто. Вступив на медичний факультет Гельсінського університету у 1926 році і отримав лікарський диплом у 1937. Протягом 1939—1947 років працював лікарем у муніципалітеті міста Ій. У 1947—1950 роках працював лікарем на заводі Rauma-Raahe Oy, а також районним лікарем у місті Хаукипудас і в районі Мартинниемі. З 1953 по 1961 рік працював лікарем у містах Паавола і у Ревонлахті. Починаючи з 1961 року був лікарем у місті Оулу.

## Нагородження Залізним хрестом
Під час Радянсько-фінської війни (1939—1940), а також під час Радянсько-фінської війни (1941—1944), Скурнік служив військовим лікарем у 53-му полку, що воював у Кестеньзі, в Карелії. Поруч розташовувалася німецька частина СС. У серпні-вересні 1941 року обидва полки, фінський і німецький, потрапили у оточення, Скурнік організував вивезення поранених болотом на відстань 9 кілометрів, до ріки Капустяна. Він також виносив поранених німців з нічийної смуги. Так було врятовано 600 людей. Наприкінці війни, коли він перебував на посаді начальника медичної служби 53-го полку, керував успішною евакуацією німецького шпиталю.
За бойові заслуги німці нагородили Скурніка Залізним хрестом 2-го ступеня. Скурнік відмовився від нагороди. Він зробив це через генерала Ялмара Сійласвуолі, з котрим перебував у дружніх стосунках. Коли обурені німці вимагали видати їм Скурніка, генерал відмовив: «Що, я повинен віддати вам мого найкращого лікаря?».